# درن مک‌گون
درن مک‌گون (انگلیسی: Darren McGavin؛ ۷ مهٔ ۱۹۲۲ – ۲۵ فوریهٔ ۲۰۰۶) یک هنرپیشه اهل ایالات متحده آمریکا بود. وی بین سال‌های ۱۹۴۰ تا ۲۰۰۶ میلادی فعالیت می‌کرد.

## گزیده فیلمشناسی

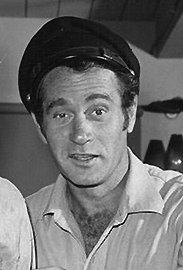

از فیلم‌ها یا برنامه‌های تلویزیونی که وی در آن نقش داشته‌است می‌توان به آثار زیر اشاره کرد.
- فصل تابستان (۱۹۵۵)
- مرد بازو طلایی (۱۹۵۵)
- شیفته زن‌ها
- طبیعت
- یاغی‌ها (۱۹۶۴)
- قبیله (۱۹۷۰)
- بیلی مدیسن (۱۹۹۵)
- انتقام منصفانه (۱۹۸۶)
- کاپیتان آمریکا (۱۹۹۰)
- استعداد ذاتی (۱۹۸۴)
- شفت (مجموعه تلویزیونی)
- فرودگاه ۷۷ (۱۹۷۷)
- داستان کریسمس (فیلم) (۱۹۸۳)
- ملکه برای یک روز (فیلم) (۱۹۵۱)
- خون و بتن (۱۹۹۱)
- شب جهنمی مبارک (۱۹۹۱)

## جوایز و افتخارات
وی همچنین برنده جوایزی همچون جایزه امی شده‌است.